# Александър Иванко
Александър Сергеевич Иванко (роден на 7 март 1962 в Москва, СССР) е международен служител, понастоящем Специален представител на Генералния секретар на ООН за Западна Сахара и ръководител на МИНУРСО.

## Биография
Роден е на 7 март 1962 г. в Москва. Баща му, Сергей Сергеевич Иванко, е съветски журналист и дипломат. Александър завършва Факултета по журналистика на Московския държавен университет през 1984 г.

## Кариера като журналист
Започва кариерата си като журналист във вестник „Известия“, където работи от 1984 до 1994 г., като отразява важни събития като войната в Афганистан през 1989 г. Между 1992 и 1994 г. работи във вестник „We/Ние“, съвместен проект с Hearst Corporation.

## Работа в международни институции
От 1994 г. Иванко работи за ООН, първоначално като част от Мироопазващите сили на ООН в Босна и Херцеговина, а по-късно като говорител на ООН в същата страна. От 2006 до 2009 г. е директор на обществената информация за Мисията на ООН в Косово, а след това до 2021 г. е началник на щаба на МИНУРСО.

## Назначение като Специален представител
През август 2021 г. Генералният секретар на ООН Антониу Гутериш назначава Иванко за Специален представител за Западна Сахара.

## Препратки
1. ↑  Secretary-General Appoints Alexander Ivanko of Russian Federation Special Representative for Western Sahara //   UN, 2021-08-27.